# Zone umide di Fossano e Sant'Albano Stura
Zone umide di Fossano e Sant'Albano Stura este o arie protejată (arie de protecție specială avifaunistică — SPA) din Italia întinsă pe o suprafață de 107 ha, integral pe uscat.

## Localizare
Centrul sitului Zone umide di Fossano e Sant'Albano Stura este situat la coordonatele 44°29′56″N 7°42′13″E / 44.498833°N 7.703742°E.

## Înființare
Situl Zone umide di Fossano e Sant'Albano Stura a fost declarat arie de protecție specială avifaunistică în octombrie 2006 pentru a proteja 43 de specii de animale.

## Biodiversitate
Situată în ecoregiunea continentală, aria protejată conține 3 habitate naturale: Fânețe de joasă altitudine (Alopecurus pratensis, Sanguisorba officinalis), Lacuri eutrofice naturale cu vegetație de tip Magnopotamion sau Hydrocharition, Păduri aluvionare cu Alnus glutinosa și Fraxinus excelsior (Alno-Padion, Alnion incanae, Salicion albae).
La baza desemnării sitului se află mai multe specii protejate:
- păsări (36): pescăruș albastru (Alcedo atthis), egretă mare (Ardea alba), stârc roșu (Ardea purpurea), stârc galben (Ardeola ralloides), rață roșie (Aythya nyroca), buhai de baltă (Botaurus stellaris), bătăuș (Calidris pugnax), chirichița cu obraz alb (Chlidonias hybrida), chirighiță neagră (Chlidonias niger), barză albă (Ciconia ciconia), barză neagră (Ciconia nigra), șerpar (Circaetus gallicus), erete de stuf (Circus aeruginosus), erete vânăt (Circus cyaneus), erete cenușiu (Circus pygargus), dumbrăveancă (Coracias garrulus), egretă mică (Egretta garzetta), șoim de iarnă (Falco columbarius), șoim călător (Falco peregrinus), cocor (Grus grus), piciorong (Himantopus himantopus), stârc pitic (Ixobrychus minutus), sfrâncioc roșiatic (Lanius collurio), sfrânciocul cu frunte neagră (Lanius minor), pescăruș-cu-cap-negru (Larus melanocephalus), gaia neagră (Milvus migrans), stârc de noapte (Nycticorax nycticorax), vultur pescar (Pandion haliaetus), viespar (Pernis apivorus), lopătar (Platalea leucorodia), ploier auriu (Pluvialis apricaria), cresteț pestriț (Porzana porzana), chiră de baltă (Sterna hirundo), călifar roșu (Tadorna ferruginea), fluierar de mlaștină (Tringa glareola), Zapornia parva
- pești (7): Barbus caninus, Barbus plebejus, zglăvoacă (Cottus gobio), Lethenteron zanandreai, Protochondrostoma genei, Salmo marmoratus, Telestes muticellus

Pe lângă speciile protejate, pe teritoriul sitului au mai fost identificate 1 specie de plante, 3 specii de amfibieni, 6 specii de pești, 3 specii de reptile.